# Zingiber gracile
Zingiber gracile är en enhjärtbladig växtart som beskrevs av William Jack. Zingiber gracile ingår i släktet Zingiber och familjen Zingiberaceae. Inga underarter finns listade i Catalogue of Life.